# Scopula institata
Scopula institata är en fjärilsart som beskrevs av S.A. von Rottemburg 1777. Scopula institata ingår i släktet Scopula och familjen mätare. Inga underarter finns listade.